# Modernitat tardana
La modernitat tardana o modernitat líquida és la caracterització de les societats globals de l'autodenominat "primer món" d'avui dia, entesa com la continuació (o desenvolupament) de la modernitat independentment del paradigma ideològic de la postmodernitat, amb el que conviu.
Presentada amb l'expressió modernitat líquida pel sociòleg Zygmunt Bauman, la modernitat tardana està marcada per les economies capitalistes globals amb la seva privatització creixent de serveis i per la revolució de la informació on, en una era de canvi i moviment constant, l'home està orfe de referències consistents i els conceptes són més inestables que mai.

## Davant la postmodernitat
Els sociòlegs i teòrics socials com Scott Lash, Ulrich Beck, Zygmunt Bauman i Anthony Giddens mantenen (contra els postmodernistes) que la modernització continua dins l'era contemporània, el que més aviat es concep com un estat radical de modernitat tardana. En els canvis tecnològics i socials que hi ha hagut des de la dècada del 1960, el concepte de "modernitat tardana" proposa que les societats contemporànies són una clara continuació de les transicions institucionals modernes i els desenvolupaments culturals. Aquests autors parlen d'un procés de modernització reflexiva: en paraules de Giddens, "les pràctiques socials són constantment examinades i reformades a la llum de la informació entrant sobre aquestes mateixes pràctiques, alterant així el seu caràcter constitutiu". La modernitat en aquests moments tendeix a ser auto-referència, en lloc de ser definida en gran part com oposada al tradicionalisme, com amb la modernitat clàssica.
Anthony Giddens no posa en dubte que els canvis importants han ocorregut des de la modernitat "alta", però argumenta que no hem abandonat realment la modernitat. Per contra, la modernitat de la societat contemporània és una modernitat "tardana" desenvolupada, radicalitzada -però encara modernitat, no postmodernitat. En aquesta perspectiva, el postmodernisme apareix només com una versió hiper-tecnològica de la modernitat.

## Subjectes
El subjecte es construeix a la modernitat tardana en el context d'un món fragmentat de competició, contrastos d'identitats i cultures d'estils de vida. El marc (framing) de la personalitat moderna tardana és la manera ambigua amb què les relacions socials fluides de la modernitat tardana envaeixen l'individu, produint un acte reflexiu i múltiple.

## Modernitat líquida
Zygmunt Bauman, que va introduir la idea de la modernitat líquida, va escriure que les seves característiques són sobre la persona, és a dir, l'augment de la sensació d'incertesa i la privatització de l'ambivalència. És una espècie de continuació de la modernitat caòtica, on una persona pot passar d'una posició social a un altre de manera fluïda. El nomadisme es converteix en un tret general de l'home 'líquid modern', que flueix a través de la seva pròpia vida com un turista, canviant llocs, treballs, cònjuges, valors i de vegades més -com l'orientació sexual o política-, excloent-se a si mateix de les xarxes tradicionals de suport.
Bauman ha destacat la nova càrrega de responsabilitat que el modernisme fluid posa sobre l'individu -els patrons tradicionals podrien ser substituïts pels que cadascú escollís. L'entrada a la societat globalitzada estaria oberta a qualsevol persona sigui quina sigui la seva pròpia posició i la capacitat de finançar-se, de manera similar a com era la recepció de viatgers a les antigues caravanserrall. El resultat és un sistema de normes que posa l'èmfasi sobre el canvi més que no en l'estabilitat -un sistema de normes provisional en lloc del compromís permanent (o sòlid)- que pot dirigir una persona cap a una presó de la seva pròpia creació existencial.
L'atomització de la societat és un fenomen modern derivat del procés de post-industrialització, de la globalització econòmica i dels avanços inèdits de la comunicació. En un món cada vegada més connectat, les relacions interpersonals es dilueixen i les solidaritats s'extingeixen substituïdes per la virtualització de les xarxes socials. L'atomització afecta a totes les relacions comunitàries tant a les heretades de la societat pre capitalista com a les derivades de les capacitats organitzatives de resistència de la nova classe obrera en el moment de la gran acumulació capitalista i imperialista del segle XIX: la sindical i la interna de les grans empreses. Aquestes relacions s'han diluït en les grans corporacions actuals on el poder és difícil de visibilitzar, compartimentat en petites empreses subsidiàries. L'atomització empresarial coincideix amb l'atomització de les decisions executives dins de les empreses. Els comandaments intermedis sempre al·ludeixen a ordres superiors del sistema, alliberant la seva responsabilitat. Els ciutadans perden de vista la gestió dels assumptes que els concerneixen a la ciutat i els usuaris el control de producte. En l'àmbit judicial, polític… la persona perd autonomia i apoderament de les situacions en concret en les quals sembla que se li ofereixen contínuament capacitats decisòries.
Aquest procés de dissolució (esqueixar i esmicolar) general coincideix amb una concentració màxima del capital a escala mundial per sobre de les estructures anteriors de l'Estat nació visible. El paradoxal procés ja va ser plantejat per Galbraith (2004) en descriure la crisi de les corporacions, en L'economia del frau innocent. La llei del mercat neoliberal i la no intervenció estatal deixaven a les corporacions el poder i aquestes es diluïen en consells cada vegada més inassolibles i descontrolats.